# Sugar Blue
James Joshua "Jimmy" Whiting, artistnamn Sugar Blue, född den 16 december 1949 i Harlem, New York City, är en amerikansk bluesmunspelare. Han är troligen mest känd för att ha spelat munspel på Rolling Stones singel "Miss You" och på albumen Some Girls, Emotional Rescue och Tattoo You, samt för sitt samarbete med Louisiana Red.

## Biografi
Jimmy Whitings mor var sångerska och dansare på Apollo-teatern i New York och han växte upp bland musiker och andra artister. Han fick ett munspel som barn och började sin karriär som gatumusiker där han upptäcktes av Victoria Spivey. Spivey presenterade honom för Memphis Slim, vilket ledde till inspelningar med, utöver Spivey själv, Brownie McGhee, Roosevelt Sykes och Johnny Shines. Slim övertalade honom att flytta till Paris, vilket han gjorde 1978. I Paris lärde han känna Rolling Stones (han "upptäcktes" när han spelade i tunnelbanan), vilka tog med honom till inspelningsstudion och han uppträdde även live med gruppen vid flera tillfällen. Whiting erbjöds fast arbete som sideman av Stones, men han avböjde eftersom han ville återvända till USA och starta ett eget band. Innan han lämnade Paris 1981 för Chicago spelade han även in ett par egna album (Cross Roads och From Chicago To Paris, det senare utgivet efter återkomsten till USA). I Chicago spelade han först tillsammans med andra munspelare som Big Walter Horton, Carey Bell, James Cotton och Junior Wells innan han anslöt sig till Willie Dixons Chicago Blues All Stars, med vilka han turnerade i två år. Efter två års "uppfostran" av Dixon samlade han så ihop sitt eget band 1983, vilket bland annat resulterade i albumet Blues Explosion, inspelat live i Montreux. Utöver sin egen solokarriär har han även gjort inspelningar eller uppträtt tillsammans med artister som Fats Domino, Ray Charles, Jerry Lee Lewis, Stan Getz, Frank Zappa och Bob Dylan.

## Övrigt
Sugar Blue ingick i "Toots Sweet Band", lett av Brownie McGhee, i filmen Angel Heart (1987) med Robert De Niro och Mickey Rourke i huvudrollerna.

## Utmärkelser
Albumet Blues Explosion, på vilket Sugar Blue framför "Another Man Done Gone", tilldelades en Grammy i kategorin "Best Traditional Blues Recording" 1994.
Han har nominerats till Blues Music Awards i kategorin "Blues Instrumentalist - Other/Harmonica" vid tre tillfällen (1987, 1995 och 2008) av Blues Foundation.

## Diskografi

### Singel
- Cross Roads: "Pontiac" / "Shed No Tears" (1981)

### Album
- Cross Roads (1979)
- From Chicago To Paris (1982)
- From Paris To Chicago (1988)
- Absolutely Blue (1993)
- In Your Eyes (1994)
- Another Man Done Gone (1997)
- Harpzilla (Harp Monster Strikes! Best Of Sugar Blue) (2006)
- Code Blue (2007)
- Threshold (2009)
- Raw Sugar (2012 - dubbelalbum)
- Blue Voyage (2016)
- Colors (2019)

#### Med andra artister
- Johnny Shines Featuring Louisiana Red & Sugar Blue: Too Wet To Plow (1977)
- Louisiana Red & Sugar Blue: Red Funk 'N Blue (1978)
  - Louisiana Red & Sugar Blue: Red Funk 'N' Blue' - The Complete 1978 Recordings (2020 - dubbelalbum)
- Louisiana Red Featuring Sugar Blue: King Bee (1979)
- Stan Getz, Paul Horn, Mike Garson, Joe Farrell, Gayle Moran, Sugar Blue, Patrick Artero: Jazz Gala '80 (1982)
  - Stan Getz, Paul Horn, Joe Farrell, Mike Garson, Patrick Artero, Sugar Blue, Andy Laverne, Chuck Loeb, Brian Bromberg, Victor Jones, Gayle Moran: In France (2005)
- Louisiana Red & Sugar Blue: High Voltage Blues (1984)

#### Nämnvärda album på vilka Sugar Blue medverkar
- Brownie McGhee: Blues Is Truth (1976)
- Roosevelt Sykes: Music Is My Business (1977)
- The Rolling Stones: Some Girls (1978)
  - Miss You (1978 - singel)
- The Rolling Stones: Emotional Rescue (1980)
- The Rolling Stones: Tattoo You (1981)[6]
- Booker T. Laury And Friends: Nothing But The Blues (1981)
- Willie Dixon With The Chicago Blues Allstars: Live Backstage (1985)
- Fats Domino & Friends: Immortal Keyboards Of Rock & Roll (1986)
- Fats Domino: The Super Session VI (1988)
- Brownie McGhee: Rainy Day (1989)
- Bob Dylan: The Bootleg Series Volumes 1 - 3 [Rare & Unreleased] 1961-1991 (1991)